# Émile Clerc

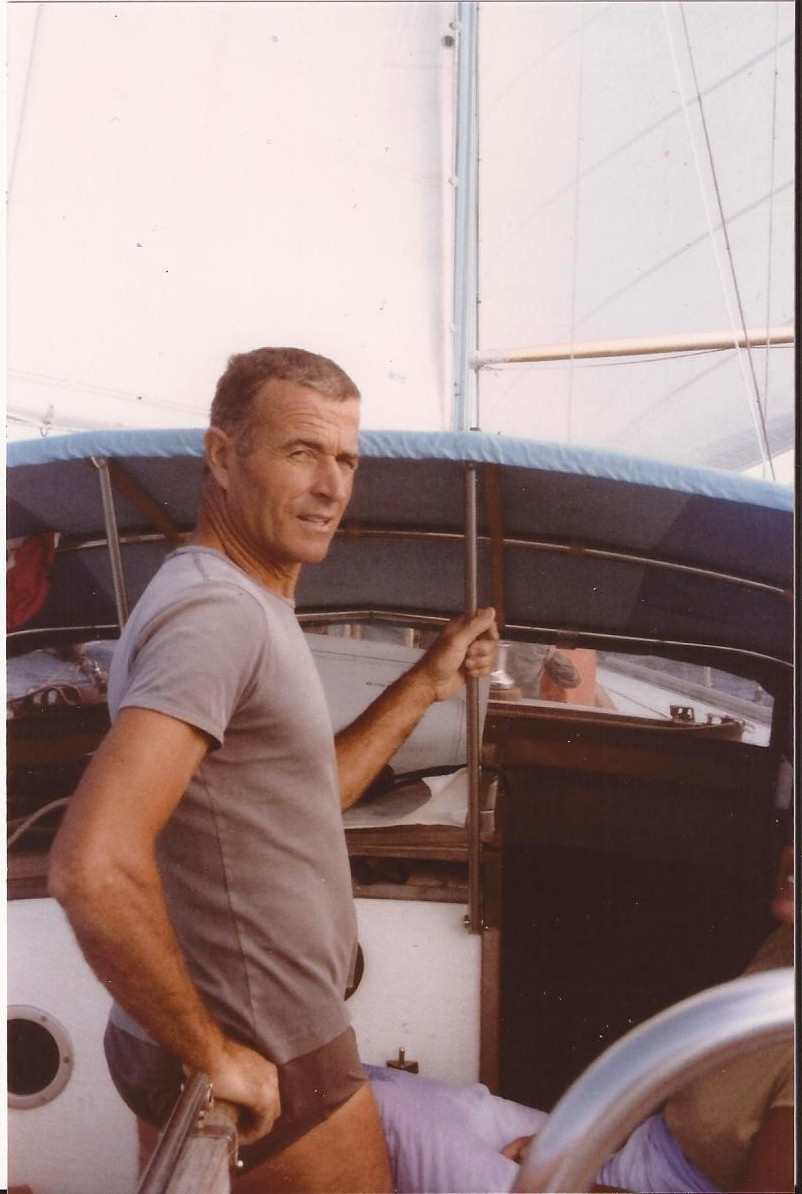
Émile Clerc als Segler

Émile Clerc (* 5. Juni 1934 in Thonon-les-Bains) ist ein ehemaliger französischer Ruderer.

## Sportliche Karriere
Émile Clerc gewann seine erste internationale Medaille bei den Europameisterschaften 1956, als er mit dem französischen Achter den zweiten Platz hinter dem Boot aus der Tschechoslowakei belegte. Bei den Olympischen Spielen 1956 schied der französische Achter im Hoffnungslauf aus. Vier Jahre später war Clerc bei den Olympischen Spielen 1960 der letzte Verbliebene aus dem 1956er Achter; der französische Achter belegte auf dem Albaner See den vierten Platz hinter dem Deutschland-Achter, den Kanadiern und den Tschechoslowaken. Bei den Europameisterschaften 1961 siegte der italienische Achter vor dem deutschen Boot, Clerc gewann mit dem französischen Großboot die Bronzemedaille. 1962 wechselte Clerc in den Vierer mit Steuermann. In der Besetzung Jean Ledoux, Émile Clerc, André Sloth, Pierre Maddaloni und Steuermann Alain Bouffard gewann das Boot die Silbermedaille hinter dem deutschen Vierer. Clerc setzte seine Karriere bis zu den Olympischen Spielen 1964 fort, in Tokio belegte er den zehnten Platz im Vierer ohne Steuermann.